# Arkera (J), Shorapur
Arkera (J) là một làng thuộc tehsil Shorapur, huyện Gulbarga, bang Karnataka, Ấn Độ.